# Demokratische Initiative Paderborn
Koordinaten: 51° 43′ 2,2″ N, 8° 45′ 14,6″ O
Die Demokratische Initiative Paderborn (DIP) war eine Wählergruppe in Paderborn, die von 2004 bis 2017 im Paderborner Stadtrat vertreten war. Sie ging dann weitgehend in der Partei Die Linke auf.

## Geschichte
Gegründet wurde die DIP aus Verärgerung über die Agendapolitik auf Bundesebene und die von ihr so empfundene Verkrustung durch die jahrzehntealte absolute Mehrheit der CDU in der Stadt im Vorfeld der Kommunalwahlen in Nordrhein-Westfalen 2004. Gründungsmitglied war Arno Klönne.
2004 erreichte die DIP mit 3,72 % der abgegebenen Stimmen den Einzug in den Rat der Stadt Paderborn mit zwei Sitzen. Aufgrund der Änderung der Gemeindeordnung für das Land Nordrhein-Westfalen hatte sie seit 2007 Fraktionsstatus. Bei den Kommunalwahlen 2009 erhielt sie 6,93 % der abgegebenen Stimmen; aufgrund von Überhangmandaten der CDU war die DIP bis 2014 mit fünf Mandaten vertreten. 2014 erhielt sie 4,61 % und war mit drei Mandaten vertreten. Bei den Kommunalwahlen 2009  trat Roswitha Köllner als Bürgermeisterkandidatin an. Spitzenkandidat der DIP war ihr Fraktionsvorsitzender im Stadtrat, Reinhard Borgmeier.
Im Frühjahr 2009 teilte Klönne mit, dass ein Drittel der in den Wahlbezirken antretenden Kandidaten der DIP gleichzeitig auf Kreisebene für die Linke kandidiere, die ihrerseits nicht für den Stadtrat Paderborn antrat. Dies brachte der DIP vonseiten Elmar Broks, CDU-Mitglied im Europaparlament, kurz vor den Wahlen den Vorwurf des „schlimmem Bürgerbetrugs“ ein, da die DIP somit ein „U-Boot“ der Linken sei.
2017 benannte sich die DIP-Ratsfraktion in „Linksfraktion/offene Liste“ um, eines der drei Mitglieder trug dies nicht mit und schied aus der Fraktion aus. Begründet wurde die Umbenennung insbesondere mit der großen inhaltlichen Nähe zur Linkspartei.

## Inhaltliches Profil

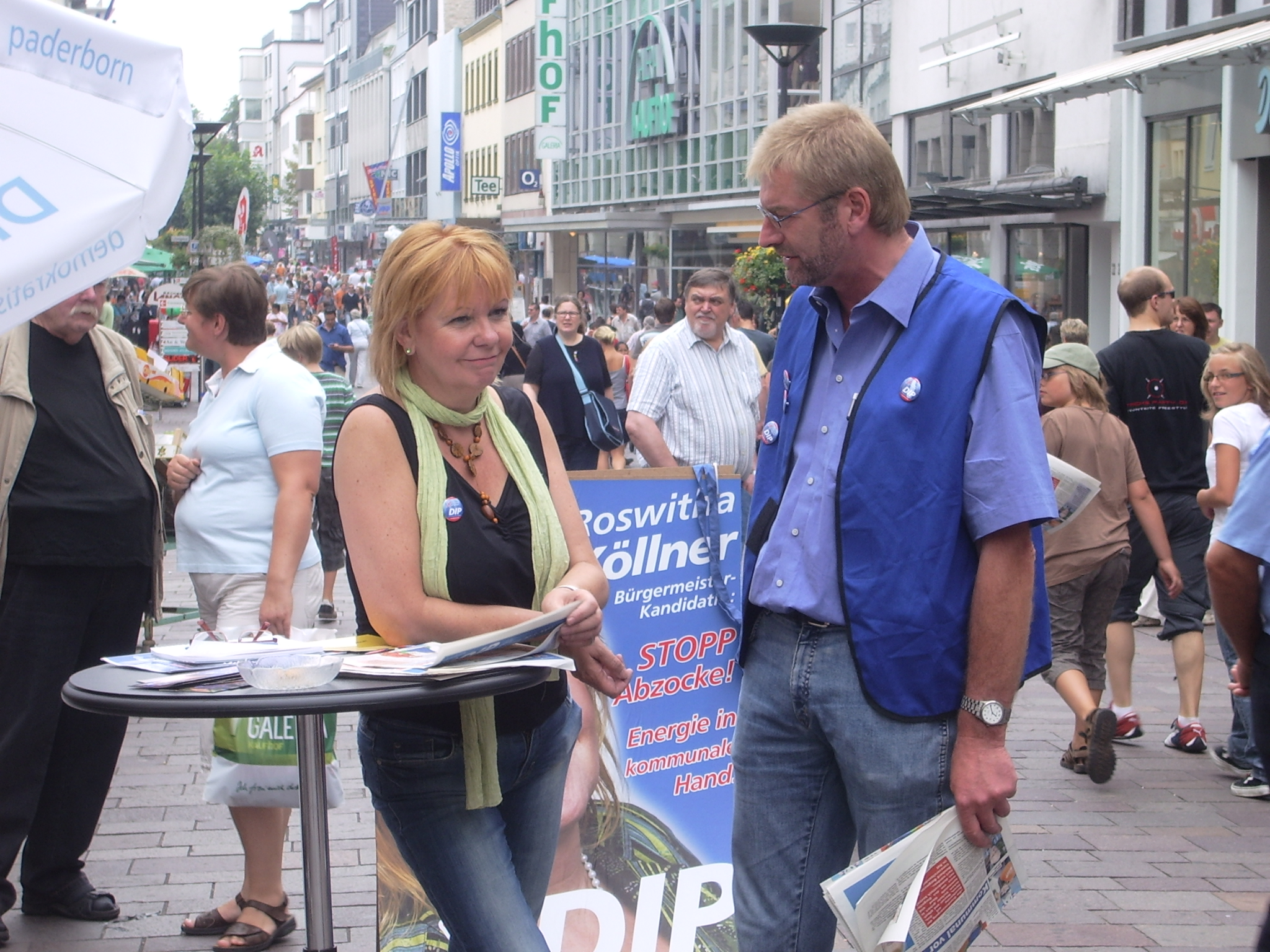
Roswitha Köllner und Reinhard Borgmeier am Wahlstand der DIP im August 2009

Verbunden im Sozialen Bündnis Paderborn setzte sich die DIP mit dem Paderborner Arbeitslosenzentrum, dem DGB und dem Linken Forum Paderborn gegen Hartz IV ein.
Vorsitzende der DIP war die in der Bürgerinitiative Gaspreise-runter-owl aktive Roswitha Köllner (später bei „Die Linke. Ratsfraktion Paderborn“). Köllner setzte sich mit ihrem Fraktionskollegen Reinhard Borgmeier für die Rekommunalisierung der Stadtwerke ein.

## Wahlergebnisse
| Rat der Stadt Paderborn | Rat der Stadt Paderborn | Rat der Stadt Paderborn |
| Jahr                    | %                       | Sitze                   |
| ----------------------- | ----------------------- | ----------------------- |
| 2004                    | 3,72                    | 2                       |
| 2009                    | 6,93                    | 5                       |
| 2014                    | 4,61                    | 3                       |